# Monkey Business (canción de Skid Row)
«Monkey Business» es una canción de la banda estadounidense de heavy metal Skid Row. Fue el primer sencillo de su segundo disco, Slave to the Grind, y marcó su cambio contundente de glam metal hasta el heavy metal en general. La canción es una de sus canciones más conocidas. El sencillo fue lanzado en 1991 y fue compuesto por los miembros de banda Rachel Bolan y Dave "The Snake" Sabo. La canción fue el mayor éxito de Slave to the Grind, y aunque la canción no hizo el top 40 que esperaba, alcanzó el puesto # 13 en el Mainstream Rock Tracks aún sigue difundiéndose en las estaciones de radio de rock. El video tuvo alta rotación en MTV y catapultó el álbum a la condición de doble disco de platino. Junto con "Youth Gone Wild" de su primer álbum, se consideran una de sus canciones más emblemáticas.
La canción también llegó al # 19 en el UK Singles Chart.

## Lista de canciones
Reino Unido – Sencillo en 7"
1. «Monkey Business» – 4:20
2. «Slave to the Grind» – 3:30
3. «Riot Act» – 2:41

## Posicionamiento en listas
| Lista (1990)                            | Mejor posición |
| --------------------------------------- | -------------- |
| Australia (ARIA)                        | 31             |
| Canadá (Canadian Singles Chart)         | 59             |
| Estados Unidos (Mainstream Rock Tracks) | 13             |
| Nueva Zelanda (Recorded Music NZ)       | 21             |
| Reino Unido (UK Singles Chart)          | 19             |